# Adidas Jabulani

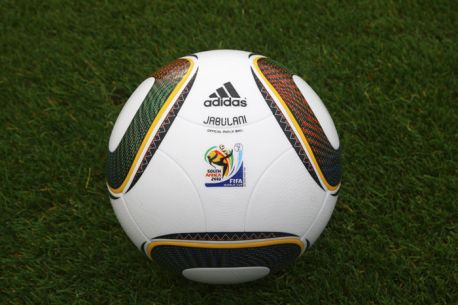
Adidas Jabulani

Adidas Jabulani — официальный мяч Чемпионата Мира 2010 в Южной Африке. Данный мяч разработан компанией Adidas специально для Чемпионата мира по футболу 2010.

## Название
Название «Jabulani» происходит из коренного зулусского языка, одного из одиннадцати официальных языков Южно-Африканской Республики, на котором говорят почти 25 % населения. В буквальном переводе с языка зулу jabulani означает «праздновать», «радоваться». Название нового мяча призвано отдать должное страсти и радости футбольных фанов, которые болели за свои сборные в Южной Африке летом 2010 года.

## Крой мяча
Мяч создан по новой технологии из восьми (по сравнению с 14 на предыдущем Кубке мира) трёхмерных сферических панелей из этиленвинилацетата и термополиуретана. Поверхность мяча текстурирована бороздками, эта технология, разработанная компанией Adidas, называется Grip’n’Groove, и призвана улучшить аэродинамику мяча. При разработке мяча использовались данные из совместного с исследователями университета Лафборо, Великобритания, академического исследования.
Мяч соответствует всем стандартам FIFA, предъявляемым к футбольным мячам Чемпионата мира.
Также компания Adidas, разработавшая этот мяч, утверждала, что учла замечания игроков о непредсказуемости предыдущего мяча, Adidas Europass, в воздухе.

## Дизайн
Одиннадцать разных цветов, используемых в Jabulani, символизируют одиннадцатый Чемпионат мира по футболу, играемый мячами компании Adidas. Эти 11 цветов представляют 11 игроков в каждой команде, 11 официальных языков в Южной Африке и 11 южноафриканских общин, которые делают эту страну одной из самых этнически разнообразных стран на африканском континенте. Красочный дизайн объединяет огромное разнообразие страны в гармоничном единстве. Четыре треугольных элемента дизайна на белом фоне придают мячу свой неповторимый облик в африканском стиле. И, как фасад Йоханнесбургского футбольного стадиона, отдельные элементы дизайна также охватывают красочность Южной Африки.
Презентация мяча прошла в Кейптауне 4 декабря 2009 года.

## Мнения профессионалов

### Положительные
Мяч был опробован на тренировках игроками нескольких ведущих европейских клубов, в частности мадридского «Реала», лондонского «Челси» и мюнхенской «Баварии». Капитан сборной Германии Михаэль Баллак сказал, что мяч движется именно так, как он хочет. Полузащитник английской сборной Фрэнк Лэмпард отметил точность ударов, а бразильский хавбек Кака остался доволен контактом мяча с бутсой. Все названные спортсмены так или иначе связаны с Adidas контрактными обязательствами:
Также мяч использовали во время проведения Клубного чемпионата мира по футболу 2009. Игроки в целом остались довольны новым мячом.

### Отрицательные
Вместе с тем имеет место и критика мяча, в основном от вратарей, что часто происходит с появлением новых мячей. Виктор Вальдес («Барселона») заявил:
Я напуган этим мячом, он непредсказуем.
Вот что сказал вратарь сборной Камеруна Сулейману Хамиду:
Думаю, все уже заметили, что этот мяч с самого начала чемпионата создает множество проблем вратарям. Jabulani очень сложно зафиксировать в руках из-за его необычных свойств. В этом вся беда нового мяча, который словно прислан из ада.
Сергей Нарубин («Амкар») сказал, что 
Я не могу понять, как FIFA или кто там ещё сертифицирует такие мячи. С вратарями и так все понятно. Но эти мячи даже полевым игрокам доставляют проблемы! Так как они (мячи) постоянно „плавают“, при сильных передачах их трудно обрабатывать.
Согласно словам Дэвида Джеймса, сказанными им за неделю до начала ЧМ-2010,
Единственный способ совладать с ним — это многочисленные тренировки и отработка ударов. И я уверен, что в Южной Африке мы увидим немало голов, которые с другими мячами мы бы не увидели. Будут забиваться нелепые голы, а вратари будут выглядеть идиотами.
Икер Касильяс назвал мяч «издевательством над вратарями», Джанлуиджи Буффон — «позором мирового футбола», а Луис Фабиано выдвинул версию, что «этим мячом кто-то управляет». В общем, «идеальный мяч» неожиданно превратился в «подделку» — как охарактеризовал Jabulani вратарь «Интера» и сборной Бразилии Жулио Сезар.
Подвёл же черту под всей этой полемикой бывший главный, на момент проведения ЧМ, тренер сборной Англии Фабио Капелло, заявивший, что Jabulani — худший мяч, который он когда-либо видел
Больше всего игроки жалуются на то, что рекламировалось как несомненный плюс Jabulani — траекторию его полёта. На деле оказалось, что мяч, как говорят игроки, абсолютно неуправляем и виляет из стороны в сторону.

## Интересные факты
- При жеребьёвке участников плей-офф части ЧМ 2010 использовались шары, аналогичные по дизайну с ADIDAS Jabulani[21].